# عبد الرحمن بن يزة
عبد الرحمٰن بن يَزَّة رجل أعمال ليبي وسياسي عيّنه عبد الرحيم الكيب وزيراً للنفط والغاز.
وكان بن يزّة قبل اندلاع ثورة 17 فبراير «رئيس لجنة إدارة المشغِّل» لشركة النفط الإيطالية إيني، كما عمل في المؤسسة الوطنية للنفط في عهد معمر القذافي، ويقال أنّه استقال عن منصبه بسبب اختلافات مع رئيس المؤسسة آنذاك شكري غانم الذي يعتبر أحد المقربين إلى القذافي.
نظرت اللجنة التنفيذية وقت رئاسة محمود جبريل (خلال الانتفاضة الشعبية) في تعيين بن يزّة، وقال محللون أنّ تصريح جبريل بذلك (رغم أنّ علي ترهوني قد حاز بالمنصب) يُعتبر إيماءة إرضائية لحكومة إيطاليا، أحد أكبر المستثمرين في حقول النفط الليبية، وأحد أهمّ المؤيّدين لانتفاضة 2011. وكلّفه خليف جبريل عبد الرحيم الكيب أخيراً منصب وزير النفط بتاريخ 22-11-2011